# Melitoma ipomoearum
Melitoma ipomoearum är en biart som beskrevs av Adolpho Ducke 1913. Melitoma ipomoearum ingår i släktet Melitoma och familjen långtungebin. Inga underarter finns listade i Catalogue of Life.